# La Flétrissure (mini-série)
Pour les articles homonymes, voir Flétrissure.
La Flétrissure (Intimate Contact) est une mini-série britannique en quatre épisodes de 45 minutes, réalisée par Waris Hussein et diffusée du 9 mars 1987 au 30 mars 1987 sur le réseau ITV. Aux États-Unis, les 4 épisodes de 45 minutes, sont remontés et diffusés en 2 téléfilms de 90 minutes et diffusés les 5 octobre 1987 et 6 octobre 1987 sur HBO.
En France, les 2 parties de 90 minutes sont diffusés les 22 octobre 1987 et 29 octobre 1987 sur La Cinq. 

## Synopsis
Clive Gregory, un homme d'affaires, contracte le sida lors d'un voyage d'affaires à New York, où il a des relations sexuelles avec une prostituée. La maladie est diagnostiquée 18 mois après le voyage lorsqu'il est hospitalisé pour une pneumonie virale. L'épouse de Clive, Ruth est dévastée par la nouvelle, et alors que la nature de l'état de Clive devient publique, les Gregory font face à l'hostilité et à l'ignorance de leurs amis, collègues et membres de la communauté locale.

## Fiche technique
- Titre : La Flétrissure
- Titre original : Intimate Contact
- Réalisation : Waris Hussein
- Scénario : Alma Cullen
- Photographie : Peter Jessop
- Direction artistique : Robin Tarsnane
- Décors : Maurice Cain
- Costumes : Elizabeth Waller
- Montage : Laurence Méry-Clark
- Musique : Ilona Sekacz
- Production : Chris Burt et Ted Childs
- Société de production : ITV Central et Zenith Productions
- Sociétés de distribution : La Cinq (France)
- Pays de production :  Royaume-Uni
- Langue originale : Anglais
- Format : Couleur - 1,33:1 ; 35 mm - Son : Stéréo
- Genre : Drame
- Durée : 60 minutes par épisode
- Dates de sortie :
  -  Royaume-Uni : 9 mars 1987
  -  Belgique : 6 juin 1987
  -  États-Unis : 5 octobre 1987
  -  France : 22 octobre 1987

## Distribution

### Acteurs principaux
- Daniel Massey : Clive Gregory
- Claire Bloom : Ruth Gregory
- David Phelan : Martin Gregory
- Abigail Cruttenden : Nell Gregory
- Mark Kingston : Bill Stanhope
- Sylvia Syms : Annie Stanhope
- Maggie Steed : Becca Crichton
- Paul Jesson : Trevor Singleton
- Danny Webb : Scott
- Neil Pearson : Morrie
- John Murtagh : Dennis

### Acteurs secondaires
- Hugh Fraser : Le vicaire
- Derek Benfield : Edgar
- Mark Penfold : Paddy Firth
- James Woolley : George
- Sebastian Breaks : Marcus
- Scott Funnell : Fraser
- Lizzy McInnerny : Charlotte
- Amanda Walker : Pamela
- Kate Lansbury : Eleanor
- Alisa Bosschaert : Une infirmière
- John Rowe : Le directeur général
- Patricia England : Ginnie
- Phyllida Hewat : Madge Pearson
- Pamela Pitchford : Mme Gordon
- John Joyce : Geoff Harris
- Sally Lahee : Alice
- Amanda Swift : Une infirmière

### Invités Épisode 1
- Linzi Drew : Une prostituée
- Geraldine Griffiths : La secrétaire
- Sandy Grizzle : Une prostituée
- Sally Jane Jackson : Sharon
- Kenneth Midwood : Le compagnon de Becca
- Tina Shaw : Une prostituée

### Invités Épisode 2
- John Cording : Le vigile
- Rupert Massey : David Langley
- Peter Miles : Le directeur du scrutin
- Alan Thompson : Le portier

### Invités Épisode 3
- Stephen Hattersley : Le journaliste
- David Landberg : Le policier
- Bob Warman : Le présentateur télé

### Invités Épisode 4
- Joan Blackham : La directrice
- Ben Dover : Nick
- Jack Ellis : Le père #2
- David Gillies : Le père #1
- Wilfred Grove : L'entrepreneur
- Barbara Hickmott : La mère #2
- Nicholas McArdle : M.C.
- Norman McDonald : Le barman
- Rowan Suart : La mère #1

## Distinctions

### Récompenses
- 1989 : CableACE Awards : Meilleur acteur dans une œuvre dramatique ou théâtrale pour Daniel Massey.

### Nominations
- 1989 : CableACE Awards : Meilleure actrice dans une œuvre dramatique ou théâtrale pour Claire Bloom ;
- 1989 : CableACE Awards : Meilleur scénario pour une œuvre dramatique pour Alma Cullen.